# 田道町
田道町（たみちちょう）は、宮城県石巻市の町丁であり、旧牡鹿郡蛇田村の一部、旧牡鹿郡石巻町のち石巻市の字清水尻、字揚慮原、字揚慮原西、字横堤、字新横堤の各一部に相当する。郵便番号は986-0872。住民基本台帳に基づく人口は699人、世帯数は377世帯（2025年4月30日現在）。全域で住居表示が実施されている。

## 地理
石巻市の西南部、本庁地域の西部に位置する。北東部で清水町と、北西部で新橋と、南西部で錦町と、南東部で山下町と接する。

## 沿革
- 1967年（昭和42年）4月1日 - 字清水尻、字揚慮原、字揚慮原西、字横堤、字新横堤の各一部をもって、田道町が成立[6]。

## 施設
- 田道町二丁目公園（田道町二丁目地内）[9]

## 交通

### 鉄道
域内に鉄道駅は所在しないが、北域に東日本旅客鉄道仙石線・仙石東北ラインが通過している。鋳銭場に所在するJR石巻駅が最寄駅として挙げられる。

### 道路
一般国道
国道398号
石巻広域都市計画道路
七窪蛇田線

### バス
- ミヤコーバス[11]
  - 蛇田線
  - 石巻日赤線
  - 河南線

## 人口
2025年（令和7年）4月30日現在の世帯数と人口は以下の通りである。
| 町丁         | 世帯    | 人口  |
| ------------ | ------- | ----- |
| 田道町一丁目 | 113世帯 | 224人 |
| 田道町二丁目 | 264世帯 | 475人 |
| 計           | 377世帯 | 699人 |

## 小・中学校の学区
小・中学校の学区は以下の通りとなる。
| 町丁   | 字・番地 | 小学校             | 中学校             |
| ------ | -------- | ------------------ | ------------------ |
| 田道町 | 一丁目   | 石巻市立山下小学校 | 石巻市立石巻中学校 |
| 田道町 | 二丁目   | 石巻市立貞山小学校 | 石巻市立山下中学校 |

## 寺社・仏閣
- 田道神社 - 蛇田の地名の由来となった田道の墓と伝えられる地に鎮座しており、田道を祀っている[14]。